# St. Bonifatius (Sande)

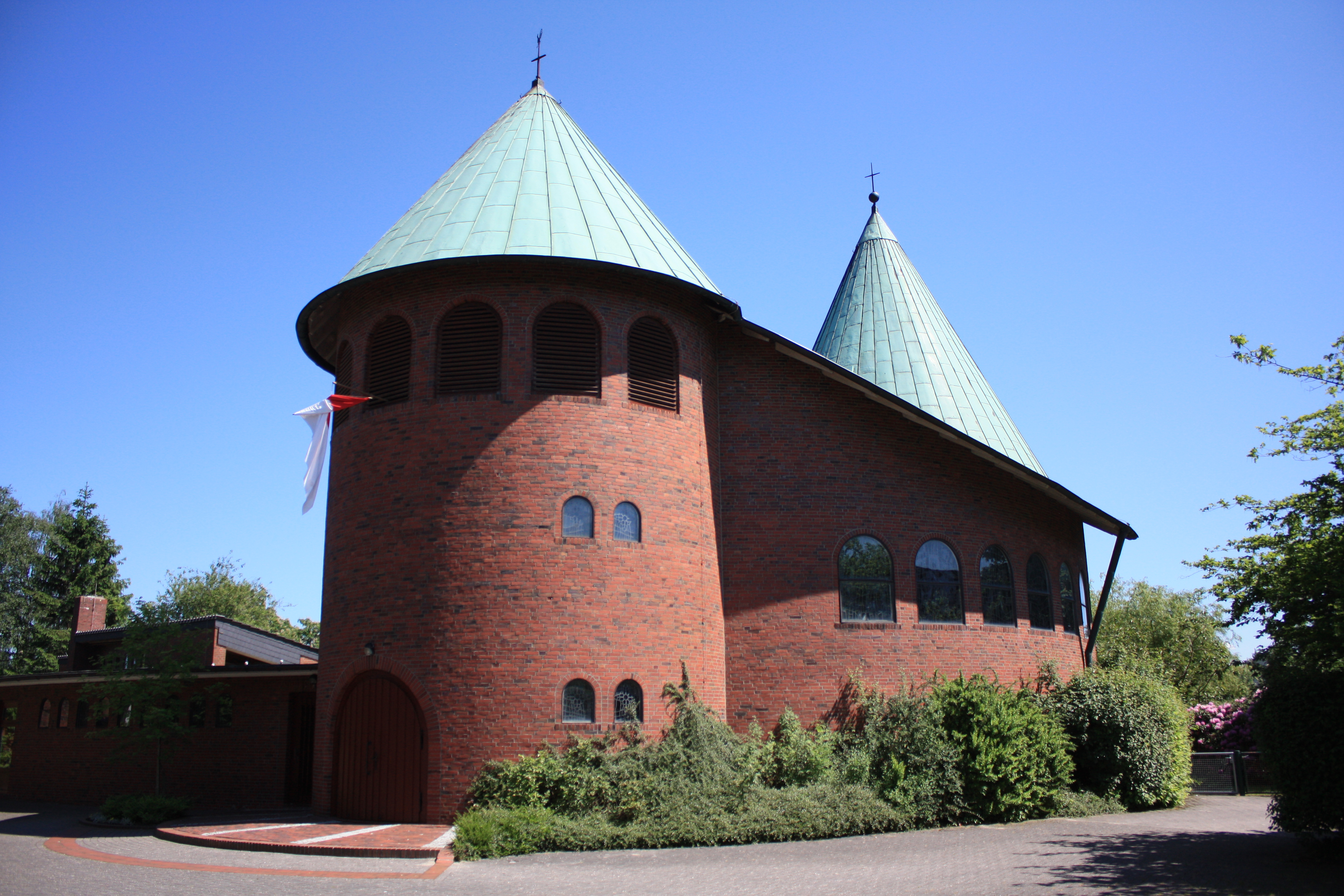
Kath. Kirche St. Bonifatius in Sande

St. Bonifatius ist eine römisch-katholische Filialkirche der Pfarrei St. Willehad (Wilhelmshaven). Sie steht unter dem Patrozinium des heiligen Bonifatius, des „Apostels der Deutschen“, und gehört zum Bistum Münster. Das Gotteshaus in der niedersächsischen Stadt Sande im Landkreis Friesland ist eine Saalkirche im Stil der Moderne und bietet 120 Gläubigen Platz.

## Geschichte
Schon in der Kaiserzeit wohnten zahlreiche Werftarbeiter für die Kriegsmarine in der Region südlich von Wilhelmshaven. Der Pfarrer von St. Marien (Wilhelmshaven) konnte die Gottesdienste für die Katholiken nur sonntäglich in einer Privatwohnung in Cäciliengroden feiern. Nach dem Zweiten Weltkrieg fanden hunderte, meistens katholische Flüchtlinge und Vertriebene vor allem aus Schlesien eine neue Heimat in Sande. Außerdem entstand in Wilhelmshaven nach der Einführung der Bundeswehr 1955/56 erneut ein großer Marinestützpunkt. Daher wünschten sich die Katholiken ein eigenes Gotteshaus in Sande.
Die nach den Plänen des Architekten Ludger Sunder-Plaßmann (Cloppenburg) in den Jahren 1961/62 gebaute Kirche wurde durch Bischof Reinhard Lettmann feierlich geweiht und erhielt den Namen „St. Bonifatius“. Das Gebäude aus roten Backsteinen besitzt zwei ähnlich aussehende markante Rundtürme. Dabei liegt das runde Kirchenschiff in der Mitte zwischen dem Glocken- und dem Chorraumturm. Die Deckenkonstruktion mit ihren sichtbaren Dachsparren erinnert an ein Zeltdach. St. Bonifatius (Sande) blieb über 40 Jahre eine Kapellengemeinde.
Durch Fusion entstand am 24. Februar 2008 die neue Kirchengemeinde St. Willehad Wilhelmshaven, Sande, Roffhausen mit der Hauptkirche St. Willehad. Dazu gehörten auch die Filialkirchen St. Peter, St. Marien und Christus König in Wilhelmshaven sowie St. Joseph (Roffhausen) und St. Bonifatius (Sande).
Am 1. Januar 2024 schlossen sich die Pfarreien St. Willehad (Wilhelmshaven), St. Marien (Brake), St. Benedikt (Jever), St. Bonifatius (Varel), St. Willehad (Wangerooge) sowie St. Willehad (Nordenham) zusammen zum Katholischen Kirchengemeindeverband „Pastoraler Raum Wilhelmshaven“.

## Glocken
Im Kirchturm von St. Bonifatius hängen die folgenden drei Bronzeglocken, die in Münster gegossen wurden.
- Glocke 1: Schlagton: f1; Ø 118 cm; Gießerei: Monasterium; Gussjahr: 1962
- Glocke 2: Schlagton: as1; Ø 97 cm; Gießerei: Monasterium; Gussjahr: 1962
- Glocke 3: Schlagton: b1; Ø 86 cm; Gießerei: Monasterium; Gussjahr: 1962[6]

## Orgel
1955 baute die Firma Alfred Führer (Wilhelmshaven) eine einfache, transportierbare Orgel (I+aP/4) für St. Marien (Wilhelmshaven). Dieses Orgelpositiv wurde 1969 in St. Bonifatius aufgestellt und 1998 an die Heilig-Kreuz-Kirche (Münster) verkauft. Ebenfalls 1998 installierte und überholte dieselbe Firma in der St.-Bonifatius-Kirche die viel größere, aktuelle Orgel (II+P/16), die sie 1954 für den Gemeindesaal von St. Michaelis (Bremen) gebaut hatte. 2004 erfolgte eine Balgreparatur durch Johannes Dieter Poll (Cäciliengroden) und 2006 eine Reinigung und Überholung durch den Ostfriesischen Orgelservice (Wiesmoor).
Das Schleifladen-Instrument von 1954 hat 16 Register und besitzt ein Hauptwerk (C - g3), ein Oberwerk (C - g3) sowie ein Pedal (C - f1). Die Spieltraktur und die Registertraktur sind mechanisch.